# دوري أبطال أوروبا للسيدات 2018–19
دوري أبطال أوروبا للسيدات 2018–19 النسخة الثامنة عشر من بطولة كرة القدم الأوروبية للسيدات المنظمة من طرف اليويفا، والنسخة العاشرة منذ أن أعيد تسميتها إلى دوري أبطال أوروبا للسيدات.
أقيم النهائي على ملعب غروباما أرينا في بودابست في المجر. وكانت هذه أول مرة منذ أن قُرر أن يكون النهائي مباراة وحيدة تكون فيها المدينة المستضيفة ليست هي ذاتها المدينة التي يقام بها نهائي دوري أبطال أوروبا للرجال.
حامل اللقب هو ليون الذي فاز بكل من النسخ الثلاث الماضية. ونجح في الحفاظ على لقبه بعد فوزه في النهائي على برشلونة بنتيجة 4–1، ليحقق بذلك لقبه السادس في تاريخ المنافسة والرابع على التوالي.

## مرحلة خروج المغلوب

### دور ال32
| الفريق الأول   | إجم. | الفريق الثاني    | مباراة الذهاب | مباراة الإياب |
| -------------- | ---- | ---------------- | ------------- | ------------- |
| هونكا          | 1–6  | زيورخ            | 0–1           | 1–5           |
| فيورنتينا      | 4–0  | فورتونا          | 2–0           | 2–0           |
| آياكس          | 4–1  | سبارتا براها     | 2–0           | 2–1           |
| آفالدنس        | 0–7  | ليون             | 0–2           | 0–5           |
| ريازان         | 0–3  | روزنغارد         | 0–1           | 0–2           |
| يوفنتوس        | 2–3  | برونبي           | 2–2           | 0–1           |
| إس أف كيه 2000 | 0–11 | تشيلسي           | 0–5           | 0–6           |
| أتليتيكو مدريد | 3–1  | مانشستر سيتي     | 1–1           | 2–0           |
| كي إي          | 0–3  | فولفسبورغ        | 0–1           | 0–2           |
| كينترا         | 0–7  | سلافيا براها     | 0–3           | 0–4           |
| كازيكورت       | 3–4  | برشلونة          | 3–1           | 0–3           |
| برشلونة في إي  | 1–2  | كلاسكو سيتي      | 0–2           | 1–0           |
| سبارتاك        | 0–11 | بايرن ميونخ      | 0–7           | 0–4           |
| سينت بولتن     | 1–6  | باريس سان جيرمان | 1–4           | 0–2           |
| كاركيف         | 1–10 | لينكوبينغ        | 1–6           | 0–4           |
| كفينر          | 4–0  | زفيزدا-2005      | 3–0           | 1–0           |

### دور ال16
| الفريق الأول | إجم. | الفريق الثاني    | مباراة الذهاب | مباراة الإياب |
| ------------ | ---- | ---------------- | ------------- | ------------- |
| زيورخ        | 0–5  | بايرن ميونخ      | 0–2           | 0–3           |
| فولفسبورغ    | 10–0 | أتليتيكو مدريد   | 4–0           | 6–0           |
| آياكس        | 0–13 | ليون             | 0–4           | 0–9           |
| برشلونة      | 8–0  | كلاسكو سيتي      | 5–0           | 3–0           |
| لينكوبينغ    | 2–5  | باريس سان جيرمان | 0–2           | 2–3           |
| تشيلسي       | 7–0  | فيورنتينا        | 1–0           | 6–0           |
| روزنغارد     | 2–3  | سلافيا براها     | 2–3           | 0–0           |
| كفينر        | 3–1  | بروندبي          | 1–1           | 2–0           |

### ربع النهائي
| الفريق الأول | إجم. | الفريق الثاني    | مباراة الذهاب | مباراة الإياب |
| ------------ | ---- | ---------------- | ------------- | ------------- |
| سلافيا براها | 2–6  | بايرن ميونخ      | 1–1           | 1–5           |
| برشلونة      | 4–0  | كفينر            | 3–0           | 1–0           |
| ليون         | 6–3  | فولفسبورغ        | 2–1           | 4–2           |
| تشيلسي       | 3–2  | باريس سان جيرمان | 2–0           | 1–2           |

### نصف النهائي
| الفريق الأول | إجم. | الفريق الثاني | مباراة الذهاب | مباراة الإياب |
| ------------ | ---- | ------------- | ------------- | ------------- |
| ليون         | 3–2  | تشيلسي        | 2–1           | 1–1           |
| بايرن ميونخ  | 0–2  | برشلونة       | 0–1           | 0–1           |

### النهائي
أقيم النهائي يوم 18 مايو 2019 في ملعب غروباما أرينا في مدينة بودابست.
| ليون                                  | 4–1   | برشلونة       |
| ------------------------------------- | ----- | ------------- |
| - ماروزسان 5' - هيغربرغ 14'، 19'، 30' | تقرير | - أوشوالا 89' |